# Hello, Dolly! (Lied)
Hello, Dolly! ist der Titelsong des beliebten Musicals gleichen Namens. Die Musik und der Text stammen von Jerry Herman, der auch die Musik für andere Musicals wie Ein Käfig voller Narren schrieb. Louis Armstrong machte das Lied 1964 zum Charterfolg. Seine Version wurde im Jahr 2001 in die Grammy Hall of Fame aufgenommen.

## Geschichte
Hello, Dolly! wurde zuerst von Carol Channing gesungen, die die Dolly Gallagher Levi in der ursprünglichen Version von 1964 am Broadway spielte. Bereits im Dezember 1963 nahm Louis Armstrong eine Demo-Aufnahme von Hello, Dolly! auf, die zur Förderung des Musicals genutzt wurde. Die Premiere des Musicals fand am 16. Januar 1964 am St. James Theatre in New York City statt und wurde schnell ein großer Erfolg. Im selben Monat veröffentlichte Kapp Records Armstrongs Demo-Aufnahme als kommerzielle Single und kurz danach ein gleichnamiges Album.
Die bekannteste Aufnahme von Louis Armstrong stammt aus dem Jahr 1964. Seine Version wurde ein Nummer-eins-Hit der US-Billboard Hot 100 und beendete damit den Erfolg der Beatles. Das Lied wurde zum größten Hit in Armstrongs Karriere, der mit dem gleichlautenden Album eine Goldene Schallplatte erreichte. Das Lied blieb neun Wochen an der Spitze der Adult Contemporary Charts, kurz nach der Premiere des Musicals.
Hello, Dolly! gewann den Grammy Award für das Lied des Jahres im Jahr 1965, und Armstrong erhielt einen Grammy in der Kategorie Best Vocal Performance. Louis Armstrong nahm den Song später mit Barbra Streisand für den Film Hello, Dolly! auf. Eine weitere Version des Songs nutzte Lyndon Johnson im Wahlkampf.
Für seinen Song machte Herman offenkundig Anleihen bei Mack David und dessen Song Sunflower (1948); Mack David verklagte Herman erfolgreich.

## Bekannte Coverversionen
Hello, Dolly! wurde von zahlreichen Künstlern gecovert, darunter:
- Carol Channing (1964)
- Petula Clark  in Englisch, Französisch und Spanisch
- Bobby Darin (1964)
- Duke Ellington (1964)
- Ella Fitzgerald (1964)
- Judy Garland und Liza Minnelli (1964)
- Marvin Gaye (1964)
- Benny Goodman (1964)
- Frank Sinatra (1964)
- Frankie Vaughan (1964)
- Lawrence Welk (1964)
- Andy Williams (1964)
- Herb Alpert (1964)
- Sammy Davis, Jr. (1965)
- Mary Martin (1965)
- The Bachelors (1966)
- Pearl Bailey (1967)
- Violetta Villas  (1968)
- Matt Monro  (1968)
- Peter Alexander (1969) in Deutsch
- Pinky and Perky (1968)
- Barbra Streisand (1969)
- Ethel Merman (1970)
- Jean-Jacques Perrey (1970)
- Gisela May, (1972) in Deutsch
- Lou Rawls (1979)
- Cab Calloway (1991)
- Wayne Newton (1992)
- Liza Minnelli (1997)
- Nancy Wilson (2001)
- Kelly Ripa (2004)
- Harry Connick, Jr. (2007)
- Zooey Deschanel (2007)